# Victor Vykhryst
Victor Vykhryst, de son vrai nom Viktor Viktorovych Vykhryst, est un boxeur ukrainien né le 3 juin 1992. Il est également connu sous le pseudonyme de Viktor Faust.

## Carrière
Sa carrière amateur est principalement marquée par deux médailles d'or, la première remportée aux championnats d'Europe de 2017 dans la catégorie des poids super-lourds, la seconde lors des Jeux européens de 2019 dans la même catégorie.

## Palmarès

### Championnats d'Europe
- Médaille d'or en +91 kg en 2017 à Kharkiv, Ukraine

### Jeux européens
- Médaille d'or en +91 kg en 2019 à Minsk, Biélorussie

### Liste des combats
| 14 combats      | 13 victoires | 1 défaites |
| Avant la limite | 8            | 1          |
| Sur décision    | 5            | 0          |